# شبكة اليونسكو العالمية لمحميات المحيط الحيوي في إفريقيا
في إطار برنامج اليونسكو للرجل والمحيط الحيوي (MAB) ، هناك 70 محمية محيط حيوي معترف بها كجزء من الشبكة العالمية لمحميات المحيط الحيوي في الدول الأفريقية اعتبارًا من عام 2016. وتتوزع هذه عبر 28 دولة. بينما يتم تنظيم محميات المحيط الحيوي في دول غرب إفريقيا وشرق إفريقيا ووسط إفريقيا والجنوب الأفريقي في شبكة AfriMAB الإقليمية ، يتم تنظيم محميات المحيط الحيوي في دول شمال إفريقيا في ArabMAB ، شبكة MAB الإقليمية التابعة لليونسكو (انظر الشبكة العالمية لمحميات المحيط الحيوي في الدول العربية للمحميات في هذه البلدان).

## القائمة
فيما يلي قائمة بمحميات المحيط الحيوي في أفريقيا ، مرتبة حسب البلد / الإقليم ، إلى جانب السنة التي تم تخصيصها كجزء من الشبكة العالمية لمحميات المحيط الحيوي.

### بنين
- بينجاري (1986)
- منطقة "W" (2002 ، مع بوركينا فاسو والنيجر)
- مونو ريفر (2017 ، مشتركة مع توغو ) [1]

### بوركينا فاسو
- ماري أوكس هيبوبوتاميس (1986)
- منطقة "W" (2002 ، مع بنين والنيجر)

### الكاميرون
- وازا (1979)
- بنوي (1981)
- دجا (1981)

### جمهورية افريقيا الوسطى
- باس - لوباي (1977)
- محافظة بامينغوي بانغوران (1979)

### الكونغو
- منتزه أودزالا كوكوا الوطني
- ديمونيكا (1988)

### ساحل العاج
- تاي (1977)
- كوموي (1983)

### جمهورية الكونغو الديموقراطية
- يانغامبي (1976)
- لوكي (1976) [2]
- لوفيرا (1982)

### مصر
- عميد (1981 ، تمديد 1998)
- وادي علاقي (1993)

### أثيوبيا
- محمية كافا للمحيط الحيوي (2010) [3]
- محمية يايو للمحيط الحيوي (2010)
- غابة شيكا(2012) [4]
- محمية بحيرة تانا للمحيط الحيوي (2015)
- غابة ماجانغ (2017) [1]

### الغابون
- إمباسا ماكوكو (1983)

### غانا
- منتزه بيا الوطني (1983)
- سونغور (2011)
- بحيرة بوسومتوي (2016)

### غينيا
- جبل نيمبا (1980)
- Massif du Ziama (1980)
- باديار (2002)
- هوت النيجر (2002)

### غينيا - بيساو
- جزر بيساغوس (1996)

### كينيا
- جبل كينيا (1978)
- جبل قلال (1978)
- ماليندي - واتامو (1979)
- كيونجا (1980)
- أمبوسيلي (1991)
- جبل إلغون (2003)

### مدغشقر
- منتزه مانانارا نورد الوطني (1990)
- Sahamalaza-Iles Radama (2001)
- Littoral de Toliara (2003)

### ملاوي
- جبل مولانجي (2000)
- بحيرة تشيلوا (2006)

### مالي
- بوكل دو باولي (1982)

### موريتانيا
- دلتا نهر السنغال (2005 ، مع السنغال)

### موريشيوس
- ماكابي / بيل أومبير (1977)

### المغرب
- أرجانيراي (1998)
- واحة الجنوب المغربي (2000)
- محمية المحيط الحيوي العابرة للقارات في البحر الأبيض المتوسط (مع إسبانيا) (2006)
- محمية المحيط الحيوي لأرز الأطلس (2016)

### النيجر
- الهواء وآخرون تينيري (1977)
- منطقة "W" (2002 ، مع بنين وبوركينا فاسو)
- جابابدجي (2017) [1]

### نيجيريا
- أومو (1977) [5]

### رواندا
- منتزة البراكين الوطني (1983)

### سان تومي وبرينسيبي
- جزيرة برينسيبي (2012)

### السنغال
- سامبا ضياء (1979)
- دلتا السلوم (1980)
- نيوكولو كوبا (1981)
- دلتا نهر السنغال (2005 ، مع موريتانيا)
- Ferlo (2012) [6]

### جنوب أفريقيا
- محمية كوجلبيرج الطبيعية (1998)
- كيب الغربية كوست (2000)
- ووتربيرج (2001)
- كروجر إلى الوادي المحيط الحيوي (2001)
- محمية كيب وينيلاندز للمحيط الحيوي (2007)
- محمية فيمبي للمحيط الحيوي (2009) (المرجع فيمبي )
- محمية غوريتز العنقودية (2015)
- محمية Magaliesberg المحيط الحيوي (2015)
- جاردن روت (2017) [1]

### السودان
- الدندر (1979)
- رادوم (1979)
- جبل دير (2017) [1]

### توجو
- أوتي كيران / أوتي مندوري (2011)
- مونو ريفر (2017 ، مشتركة مع بنين ) [1]

### أوغندا
- الملكة إليزابيث (روينزوري) (1979)
- جبل إلغون (2005)

### جمهورية تنزانيا المتحدة
- بحيرة مانيارا (1981)
- سيرينجيتي - نجورونجورو (1981)
- شرق Usambara (2000)
- خليج جوزاني - تشواكا (2016)

### زيمبابوي
- وسط زامبيزي (2010)

## روابط خارجية
- قائمة اليونسكو لمحميات المحيط الحيوي في أفريقيا
- قاعدة بيانات الشبكة العالمية لليونسكو لمحميات المحيط الحيوي
- موقع AfriMAB
- موقع عرب ماب